# 利奥波德·蒙巴顿勋爵
利奥波德·阿瑟·路易斯·蒙巴顿（Leopold Arthur Louis Mountbatten，1889年5月21日—1922年4月23日），出生于温莎城堡。蒙巴頓家族成員，又稱巴頓堡的利奥波德王子，是巴騰堡的海因里希王子和英國比阿特丽丝公主的次子，維多利亞女王的外孙。
]
]
]
]
]
]
]